# Molí del Camell de Dalt
El molí del Camell de Dalt és un molí fariner de Montoliu de Segarra (Segarra) inclòs a l'Inventari del Patrimoni Arquitectònic de Catalunya.

## Descripció
Antic molí fariner situat a la dreta de la riera de Montornès, al mig d'un conreu de cereals, prop del camí de Montoliu de Segarra a Montornès de Segarra. L'edifici se'ns presenta de planta rectangular i estructurat a partir de planta baixa i primer pis, en estat ruïnós.

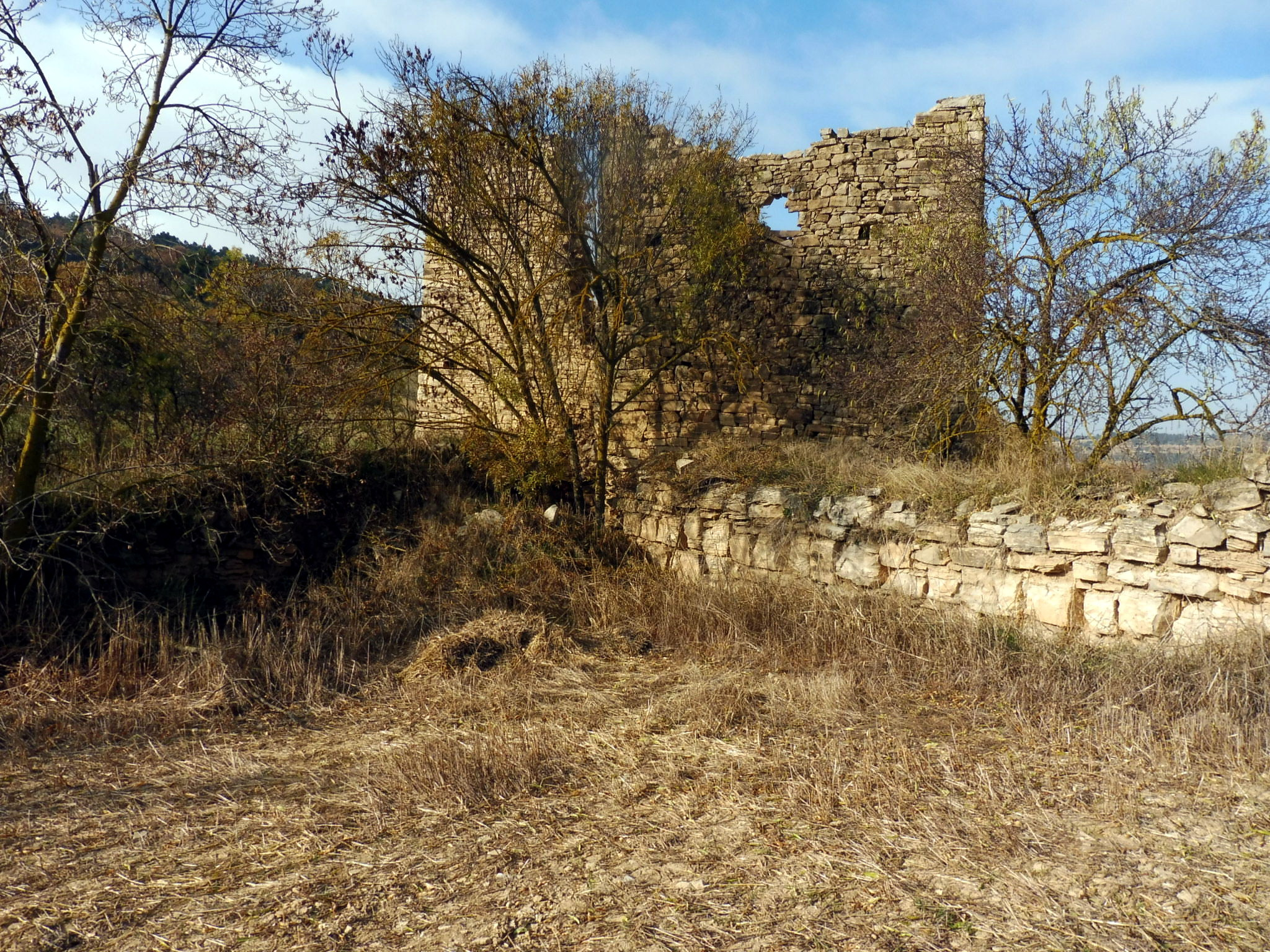
Parets de la bassa

 Actualment encara es pot veure el seu cacau però no queda cap resta de l'estructura de la bassa, que resta enterrada sota un conreu de cereals. L'obra presenta un parament paredat amb resquills de pedra als junts, llevat de les pedres cantoneres que es troben més o menys treballades.

## Història
El molí fariner de la Segarra necessitava una gran bassa per poder emmagatzemar el màxim d'aigua per al seu funcionament. Una de les parts més importants era el cacau, que es bastia a un extrem de la bassa i tenia com a funció regular la pressió de l'aigua en la seva caiguda. Del cacau, l'aigua passava d'un canal a un rodet normalment de fusta i disposat horitzontalment. El moviment giratori del rodet es transmetia a l'eix de fusta, eix que tenia al seu extrem superior l'hèlix de ferro que anava encaixada a la mola superior. Aquesta pedra girava sobre una mola inferior fixada. La pressió de les dues moles convertia el gra en farina.